# Mr. Nobody
Mr. Nobody, är en belgisk/fransk/kanadensisk/tysk långfilm från 2009. 

## Handling
Nemo Nobody är 118 år gammal, och den sista levande människa som ska gå en naturlig död till mötes. Under sitt liv har Nemo gjort olika val. Dessa val har kommit att påverka både hans eget och andras liv. När Nemo var barn skildes hans föräldrar, och den blott nio år gamla Nemo ställdes inför det omöjliga valet vem av föräldrarna han ville leva med. Det val Nemo gjorde då kom att påverka hela hans framtid.

## Om filmen
Mr. Nobody regisserades av Jaco Van Dormael, som även skrivit filmens manus.
Filmen vann pris för "bästa foto" på Stockholms filmfestival.

## Rollista (i urval)
- Jared Leto - Nemo Nobody
- Sarah Polley - Elise
- Diane Kruger - Anna
- Linh Dan Pham - Jean
- Toby Regbo - Nemo som tonåring
- Clare Stone - Elise som tonåring
- Juno Temple - Anna som tonåring
- Natasha Little - Nemos mamma
- Rhys Ifans - Nemos pappa